# Manachir Restúnio
Manachir Restúnio (em armênio/arménio: Մանաճիհր; romaniz.: Manačihr) foi um nobre armênio do século IV, ativo durante o reinado do rei Cosroes III (r. 330–339).

## Nome
Manachir (Մանաճիհր, Manačihr) é a forma armênia do persa médio Manaschir (Manaščihr), que por sua vez derivou do avéstico Manuschitra (Manušciθra), "aquele que tem a natureza de Manu".

## Vida

Reino da Armênia ca. 150

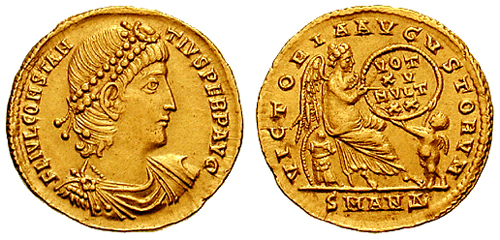
Soldo de r.

Manachir pertencia à família Restúnio e presume-se que fosse naapetes (chefe) de sua família, a julgar pelas menções a ele como "grão-príncipe" e "senhor do reino". Estava ativo sob Cosroes III (r. 330–339) e segundo Moisés de Corene, foi nomeado como comandante-em-chefe do exército sul da Armênia, mas essa divisão do exército não é conhecida nesse período, indicando uma confusão de Moisés.[a] Moisés segue seu relato afirmando que o general Antíoco, enviado pelo imperador Constâncio II (r. 337–361) para ajudar Cosroes a combater o rebelde Bacúrio, enviou Manachir à Assíria e Mesopotâmia com seu exército e com o exército da Cilícia. Supostamente matou Bacúrio e capturou seu filho Hexai, que foi enviado a Cosroes; Fausto, o Bizantino não menciona-o entre os nobres que mataram Bacúrio e dá destino diferente a Hexai.
Moisés e Fausto, por conseguinte, citam-no confrontando o bispo Jacó de Nísibis. Para Moisés, Manachir fez massacres nas províncias sob seu controle, não apenas de guerreiros mas de camponeses, e levou muitos cativos de Nísibis, inclusive oito diáconos de Jacó. Jacó visitou-o e pediu que libertasse os cativos comuns, pois não eram culpados, mas Manachir se recusou e aduziu o rei em desculpa. Jacó escreveu ao rei e Manachir ordenou, por instigação dos locais, que os diáconos fossem jogados ao mar. Jacó se enfureceu, subiu numa montanha sobre a qual toda a província de Manachir era visível e amaldiçoou o país. Várias calamidades ocorreram e Manachir morreu em sofrimento, mas seu filho e herdeiro, cujo nome não é citado, conseguiu sucedê-lo por intercessão de Jacó.
Segundo Fausto, num relato bem diferente, Manachir foi visitado por Jacó. Jacó ouviu dizer que era perverso, insensível e desonesto e que, da ira da amargura de sua alma, matou inúmeras pessoas. Para lá se dirigiu com a intenção de ensinar e aconselhar para atenuar sua natureza violenta. Fausto afirmou que quando Manachir viu Jacó, o desprezou, ridicularizou e zombou. E por seu comportamento selvagem, ordenou que 800 homens, a quem escravizou, fossem trazidos diante dele e então lançados ao mar de um promontório. Então ordenou que Jacó fosse ridicularizado e expulso de sua terra e disse: "Tu vês o quanto exaltei a ti por tuas boas palavras? Aliviei-os de seus laços e ainda estão nadando no mar". Jacó partiu e do alto de uma montanha lançou uma maldição sobre sua terra. Dois dias após sua partida, Manachir, sua esposa e sete filhos pereceram.